# Seagrass-Watch Magazine
Seagrass-Watch Magazine est un périodique créé en octobre 1998. Le Numéro 1 était un simple document A4 en noir et blanc, distribué de façon très locale à Hervey Bay et aux Îles Whitsunday (Queensland, Australie). Puis le bulletin d'information évolua et, dès le Numéro 25 (avril 2006), il est édité au format magazine.
Le but du magazine est d'apporter un compte-rendu régulier des activités à l'échelle mondiale concernant les herbiers sous-marins.
Le périodique se dit « Magazine officiel du programme d'évaluation et de suivi mondial des herbiers marins », mais, si la zone géographique couverte par le magazine a depuis ses débuts débordé de l'Australie, elle n'a inclus que les zones anglophones : depuis le continent asiatique (Inde, Thaïlande, Malaisie, Singapour, Indonésie, Philippines, Papouasie-Nouvelle-Guinée, Japon), la Micronésie, les Îles Fidji et jusqu'à l'Amérique du Nord (États-Unis, Îles Caraïbes).